# Dak'Art 2016
Dak'Art 2016 è la dodicesima edizione d'arte della Biennale di Dakar, consacrata all'arte contemporanea africana e organizzata a Dakar in Senegal nel 2016 a cura di Simon Njami.

## Storia
Nel 2016 con la direzione artistica di Simon Njami vengono introdotte diverse novità. Viene usato per la prima volta l'edificio dell'Ancien Palais de Justice di Dakar – molto decadente e suggestivo – come nuova sede dell'esposizione internazionale. Vengono commissionati alcuni progetti speciali per l'esposizione internazionale e viene creata una "carta bianca" (carte blanche): un invito ad una istituzione ad organizzare un'esposizione. Nel 2016 questo invito viene dato a doual'art anche come tributo al suo curatore artistico Didier Schaub (1952-2014).

## Organizzazione
La dodicesima edizione della Biennale di Dakar è organizzata dal segretariato generale della biennale (con come segretario generale Mahmadou Rassoul Seydi) 
Il direttore artistico è Simon Njami che dà all'evento il titolo La Cité dans le jour bleu/The City in the Blue Daylight che comprende una serie di progetti speciali commissionati agli artisti e prodotti a Dakar.
Sei curatori sono invitati a presentare altrettante esposizioni: Nadine Aimé Bilong aka Nad Bil, Orlando Britto, Solange Farkas, Valentina Gioia Levy, Sujong Song e Sumesh Sharma.

## Programma
La Biennale viene inaugurata ufficialmente il 3 maggio 2016 al Teatro Nazionale Daniel Sorano. 
L'edizione del 2016 è strutturata in un programma ufficiale (chiamato in) e in un programma a latere (chiamato off).
Il programma ufficiale ha una struttura diversa dalle precedenti edizioni e comprende una serie di esposizioni con diversi curatori e sotto la direzione artistica di Simon Njami.
- Esposizione internazionale con il titolo Réenchantements all'Ancien Palais de Justice.
- Esposizione dei curatori internazionali Nadine Aimé Bilong aka Nad Bil, Orlando Britto, Solange Farkas, Valentina Gioia Levy, Sujong Song e Sumesh Sharma, al Museo Théodore Monod.
- Esposizione con gli omaggi agli artisti alla Galleria nazionale d'arte.
- Padiglioni nazionali della Nigeria e del Qatar (paesi invitati) alla Place du Souvenir.
- Opera di Jems Koko Bi (tra i progetti speciali) alla Place du Souvenir.
- Esposizione "carta bianca" (Carte Blanche) a doual'art, nella Maison des Anciens Combattants.
- Esposizione La Maison Sentimentale con omaggio a Revue Noire, opera di Joël Andrianomearisoa (tra i progetti speciali).
- Esposizione Pépites écloses con gli artisti premiati dall'Agenzia della francofonia, Sidy Diallo premiato Dak'Art 2014 e Aboubacar Traoré premiato agli Incontri africani della fotografia del 2015.
- Vi sono poi i progetti Urbi organizzati in varie sedi della città e all'interno di diversi spazi d'arte.

Le conferenze della biennale chiamate Rencontres et échanges si svolgono nella sede del Conseil Economique Social et Environnemental sul tema Symbioses (simbiosi).
Vi è inoltre il simposio States of Opacity/Etat d’opacité  curato da Elvira Dyangani Ose e Mara Ambrožič che si svolge alla stazione ferroviaria dove è allestito il Village de la Biennale e dove vengono anche organizzati concerti e spettacoli.
Nell'ambito della biennale viene inoltre presentato all'Istituto francese di Dakar il film di Jean-Pierre Bekolo Les mots et les choses con l'intervista a V.S. Mudimbé.

## Partecipanti

### Esposizione internazionale
- Akirash Akindiya
- Heba Amin
- Héla Ammar
- Kader Attia
- Abdulrazaq Awofeso
- Yassine Balbzioui
- Sammy Baloji
- Arébénor Bassene
- Yesmine Ben Khelil
- Nabil Boutros
- Poku Cheremeh
- Mimi Cherono Ng'ok
- Julien Creuzet
- Gopal Dagnogo
- Dalila Dalleas Bouzar
- Monica De Miranda
- Mbaye Babacar Diouf
- Victor Ehikhamenor
- Badr El Hammami
- Yesmine Elmeleegy
- Theo Eshetu
- Modupeola Fadugba
- Franck Fanny
- Jellel Gasteli
- François-Xavier Gbré
- Yo-Yo Gonthier
- Simon Gush
- Delio Jasse
- Mouna Jemal Siala
- Euridice Getulio Kala
- Samson Kambalu
- Mouna Karray
- Bronwyn Katz
- Ala Kheir
- Wanja Kimani
- Moridja Kitenge Banza
- Moshekwa Langa
- Youssef Limoud
- Michèle Magema
- Anna Mapoubi
- Safaa Mazirh
- Fatima Mazmouz
- Yara Mekawei
- Nandipha Mntambo
- Aïda Muluneh
- Lavar Munroe
- Mwangi / Hutter
- Moataz Nasr
- Ndoye Douts
- Aimé Ntakiyica
- Folakunle Oshun
- Amira Parée
- Maurice Pefura
- Tracey Rose
- Henri Sagna
- Hippolyte Sama
- Kemang Wa Lehulere
- William Wambugu
- Ouattara Watts

#### Progetti speciali
- Joël Andrianomearisoa
- Jean-Pierre Bekolo
- Bili Bidjocka
- Anne Historical
- Jems Koko Bi
- Alexis Peskine
- Pumé

### Esposizioni dei curatori invitati
- A cura di Nadine Bilong (Camerun), Le Manifeste de la Cité dans le jour bleu con Jean-François Boclé, Fred Ebami, Myriam Mihindou, Marc Alexandre Oho Bambe & Albert Morisseau Leroy, Barthélémy Toguo.
- A cura di Orlando Britto (Isole canarie), About denaturalizations, cartographies and legends con Idaira del Castillo, Marc Lata-mie, Valeriano Lopez.
- A cura di Solange Farkas (Brasile), Crossings con Sonia Gomes, Daniel Lima, Thiago Martins de Melo, Paulo Nazareth, Moises Patricio.
- A cura di Valentina Gioia Levy (Italia), The witnesses of the invisible con Stefano Canto, H.H. Lim, Emo de Medeiros, Chai Siris.
- A cura di Sumesh Sharma (India), India’s search for power 1966-1982 con Yogesh Barve, Kemi Bassene, Zied Ben Romdhane, Judy Blum, Ouso Chakola, Martin Chramosta, Samit Das, Julien Froment, Pisurwo Jitendra Suralkar, Raphaël Jul-liard, Naresh Kumar, Saviya Lopes, François Mazabraud, Aurélien Mole, Charlotte Moth, Somnath Mukherjee, Seema Nusrat, Amol K Patil, Maithu Perret, Chloé Quenum, Fazal Rizvi, Mithu Sen, Janek Simon, Eric Stephany, Sawangwongse Yanwghwe.
- Sujong Song (Corea), Hybrid / Metamorphosis con Wang Qingsong, Phan Quang, Noh Suntag, Pradeep Thalawatta, Anida Yoeu Ali.

### Carta bianca
- doual'art

### Urbi
- Afrosiders - Ludovic Lemaire, Erwan Le Vigoureux, Bénédicte Samson Senghor.
- Festival Afropixel 5, organizzato da Kër Thiossane.
- Festigraff organizzato da DOCTA.
- Listener's Digest organizzato da Afrikaada - Louisa BABARI, Carole DIOP, Célio PAILLARD.
- Rosy Blue - Amélie Giacomini e Laura Selliers con Anna Gaïotti, `Mbarou Ndiaye, Raffaële Grimaldi, Antoine WATERKEYN
- Elsewhen organizzato da Selly Raby Kane e Jonathan Dotse con Andrew, Ngendo Muki, Jim Chuchu, Ngendo Muki, Blitz the Ambassador, Bogosi Sekhukhuni, Pola Maneli, Issa Diabaté, Paul Sika, Tinodiwa Zambe-Makoni, Maguette Niang, Mamadou Diallo, Moustapha Diop, Stephen Bassène.
- Matières Urbaines organizzato da Andreya Ouamba e Tiziana Manfredi.
- Mémoires Sonores organizzato da Laetitia Kozlova.
- Waa Dakar, un'esposizione di Antoine Tempé.

### Omaggio
- Issa Samb aka Joe Ouakam (esposizione principale)
- Oumar Ly
- Souleymane Keïta
- Amadou Sow
- Ismaïla Manga
- Sidy Diallo
- Leila Alaoui
- Kiripi Katembo

### Articoli e recensioni
- Ginevra Bria, Dak’art. Reportage dalla Biennale africana in "Artribune", 12/05/2016.
- Simona Cella, Dak’Art 2016/1 – L’arte, il potere e la rivoluzione in "Africa", 12/05/2016
- Andrea de Giorgio, L’ora del rinascimento africano al festival Dak’Art in "Internazionale", 3 giugno 2018.
- Luciana De Michele, DAK’ART 2016, LA BIENNALE DI DAKAR in "Afric(a) live, 4 luglio 2016.
- Marcello Lorrai, Dak'Art 2016. Il cuore dell'arte nera in "Radio Popolare, 10/05/2016.
- Iolanda Pensa, Tempo e rivoluzione a Dak’art 2016. La dodicesima biennale dell’arte africana contemporanea del Senegal mette trionfalmente in mostra la fragilità: della biennale stessa, dell’arte del passato e di quella del futuro in "Domus", 24/06/2016.
- Il reportage dedicato dalla rivista C& a Dak'Art 2016 Archiviato il 6 ottobre 2016 in Internet Archive..